# Шерко, Михаил
Михаил (Михал) Шерко (алб. Mihal Sherko; 27 октября 1887, Корча, Османская империя — 1 декабря 1964, Тирана, Албания) — албанский политический и государственный деятель, министр иностранных дел (9 апреля — 12 апреля 1939), министр культуры Албании (18 января 1943 — 11 февраля 1943), историк, журналист, дипломат, педагог. Основатель Албанского телеграфного агентства (Agjencia Telegrafike Shqiptare, 1927) и Агентства по развитию туризма. Доктор наук (1915).

## Биография
Родился в семье православных купцов из Корчи.
В 1915 году окончил историко-филологический факультет Императорского Новороссийского университета в Одессе. С 1915 по 1921 год преподавал латынь в Одессе. Был женат на русской подданой Елене Д’Аркудинской, дочери градоначальника Одессы, принадлежавшего к семье русской аристократии, кровно связанной с Романовыми. В 1921—1922 годах жил в Варне (Болгария). В 1924 году пара переехала в Албанию.
Вернувшись на родину в Корча, учительствовал в местной средней школе.
В 1924 году был назначен генеральным секретарем в министерстве образования. В 1925 году в Тиране была открыта первая государственная средняя школа, и Шерко стал её первым директором. 25 июля 1927 года был назначен директором пресс-службы Министерства иностранных дел, которая впоследствии стала Албанским телеграфным агентством. Публиковался в журналах в «Jeta» (Жизнь) и «Shqiptarja» (Албанка).
В апреле 1939 года, после итальянского вторжения в Албанию, Шерко по приказу итальянских оккупационных властей взял под контроль Министерство иностранных дел и начал его ликвидацию. С 9 по 12 апреля 1939 года Шерко возглавлял Временный административный комитет по иностранным делам. Позже работал в Ликвидационной службе (бывший МИД Албании). С 1941 по 1943 год занимал должность инспектора медицины, а в последующие месяцы был избран депутатом Национального собрания (прогерманского парламента — Kuvendi Kombetar), затем некоторое время в 1943 г. занимал пост министра культуры Албании в правительстве Экрема Либохова.
После окончания Второй мировой войны Шерко был арестован коммунистическими властями и предстал перед Особым судом 1945 года, который приговорил его к 20 годам лишения свободы. Умер в тюрьме.